# Tobbiana (Montale)
Tobbiana è una frazione montana del comune toscano di Montale, in provincia di Pistoia, situata sulla strada che va dal capoluogo verso la Cascina di Spedaletto, collegandosi in questa località con la strada transappenninica Pistoia-Riola, SP 24.
Le prime notizie storiche del paese sono relative all'invasione longobarda nel secolo VII,  come testimonia l'Historia Langobardorum, di Paolo Diacono.
Si erge sopra il paese di Fognano, tra i torrenti Agna di Striglianella sulla destra e Agna delle Conche sulla sinistra e al di sotto del Poggio dei cigni.
A sud-est  si distacca la frazione di Striglianella. Qui è stato posto il Monumento all'eccidio di Striglianella, in cui furono uccisi per rappresaglia alcuni civili, ad opera della sessantacinquesima divisione nazista.
Tobbiana ha dato i natali a Atto Vannucci, patriota dell'Unità d'Italia, senatore del Regno, insegnante del liceo pratese Cicognini, nato da famiglia di contadini di Tobbiana.

## Folclore
(proverbio popolare)

Tradizione vuole che si celebri a Tobbiana la Festa d'ottobre, dedicata alla Madonna del Rosario nella prima domenica del mese omonimo, con stand gastronomici, santa messa, processione, gara di torte e fuochi d'artificio. Sempre nel solito mese, c'è la Festa della Castagna, al passo con la caduta di questo frutto, con i Necci, le Frugiate, il Castagnaccio ed altri prodotti tipici.
Il paese di Tobbiana ospita dal 2017, nell'ultima domenica di Maggio, la tappa conclusiva del Maggio Itinerante Pistoiese.
A cavallo delle festività natalizie c'è la gara al presepe più bello, per le aie di Tobbiana.

## Monumenti e luoghi d'interesse
- Monumento all'eccidio di Striglianella
- Monumento ai caduti di Tobbiana
- Chiesa di San Michele Arcangelo
- Croce di San Poteto
- Croce di Passione, aia di Borgo

## Sport
A Tobbiana è presente una squadra di calcio, il Rione Tobbiana.
A livello escursionistico è possibile percorrere la Via delle Agne, che collega Tobbiana a Fognano attraverso sentieri che si snodano tra torrenti (le Agne) e boschi. 

## Piatti Tipici
Piatti tipici sono la Minestra di pane e Sedano e ciccia, delle polpette fatte appunto con il sedano e il macinato di carne bovina, piatto tipico della Festa di ottobre